# Škoda 15Tr
Škoda 15Tr — шарнирно-сочленённый троллейбус, изготовленный на основе модели 14Tr, выпускался с 1988 по 2004 чехословацким предприятием «Шкода-Остров». Это последняя модель троллейбусов Škoda, которая закупалась для эксплуатации в СССР.

## Общая конструкция
Шарнирно-сочлененный троллейбус Škoda 15Tr практически аналогичен 12 метровому Škoda 14Tr, использует его техническую базу (что оказалось очень удобно в эксплуатации) за исключением того, что приводится в движение двумя тяговыми электродвигателями. Длина — 17,2 м, ширина — 2,5 м, высота (c опущенными токоприёмникам) — 3,4 м. В каждой секции кузова по две двухстворчатых двери. Мог вместить до 170 чел. при 45 местах для сидения.

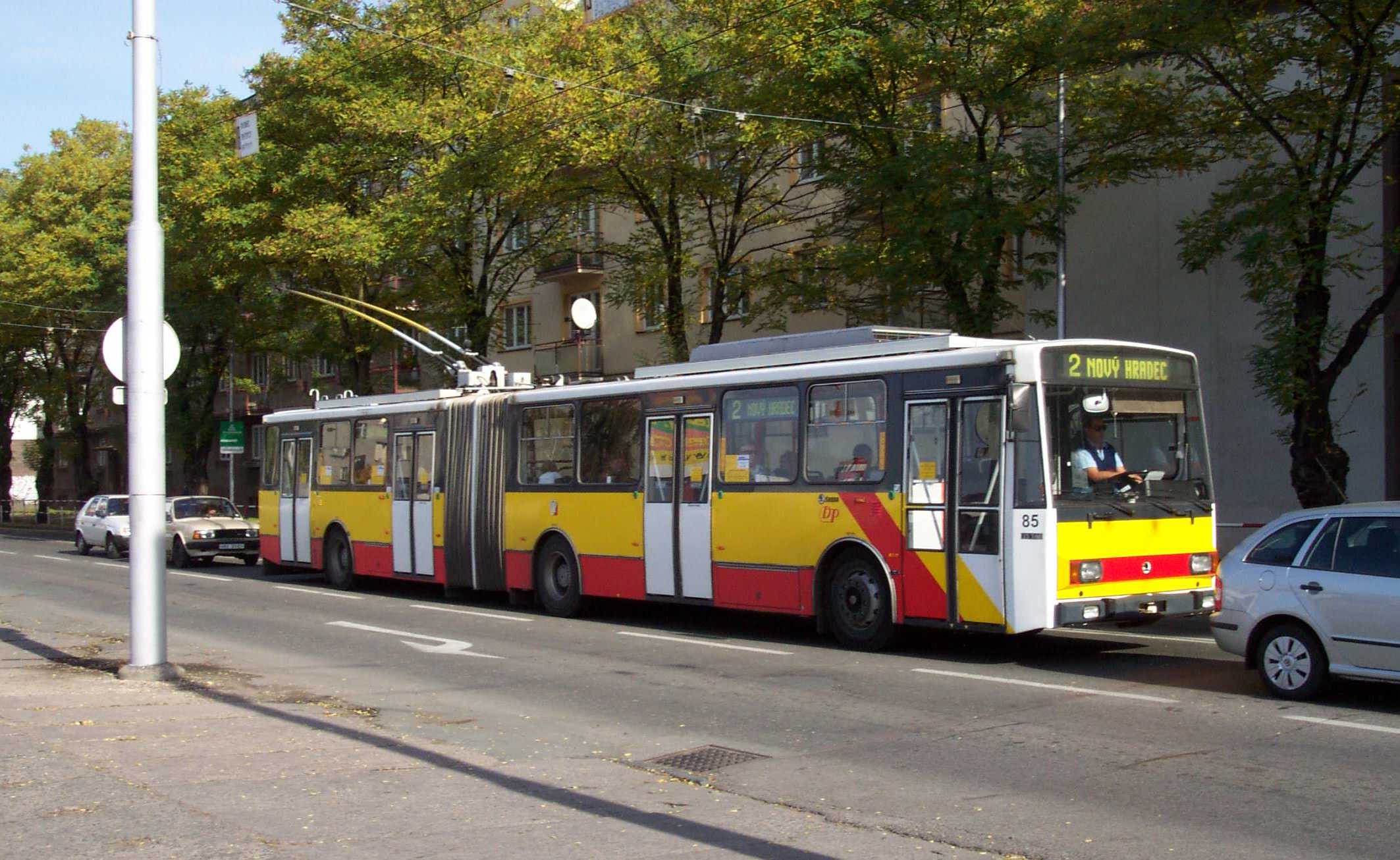
Модификация троллейбуса Škoda 15TrM в Градец-Кралове

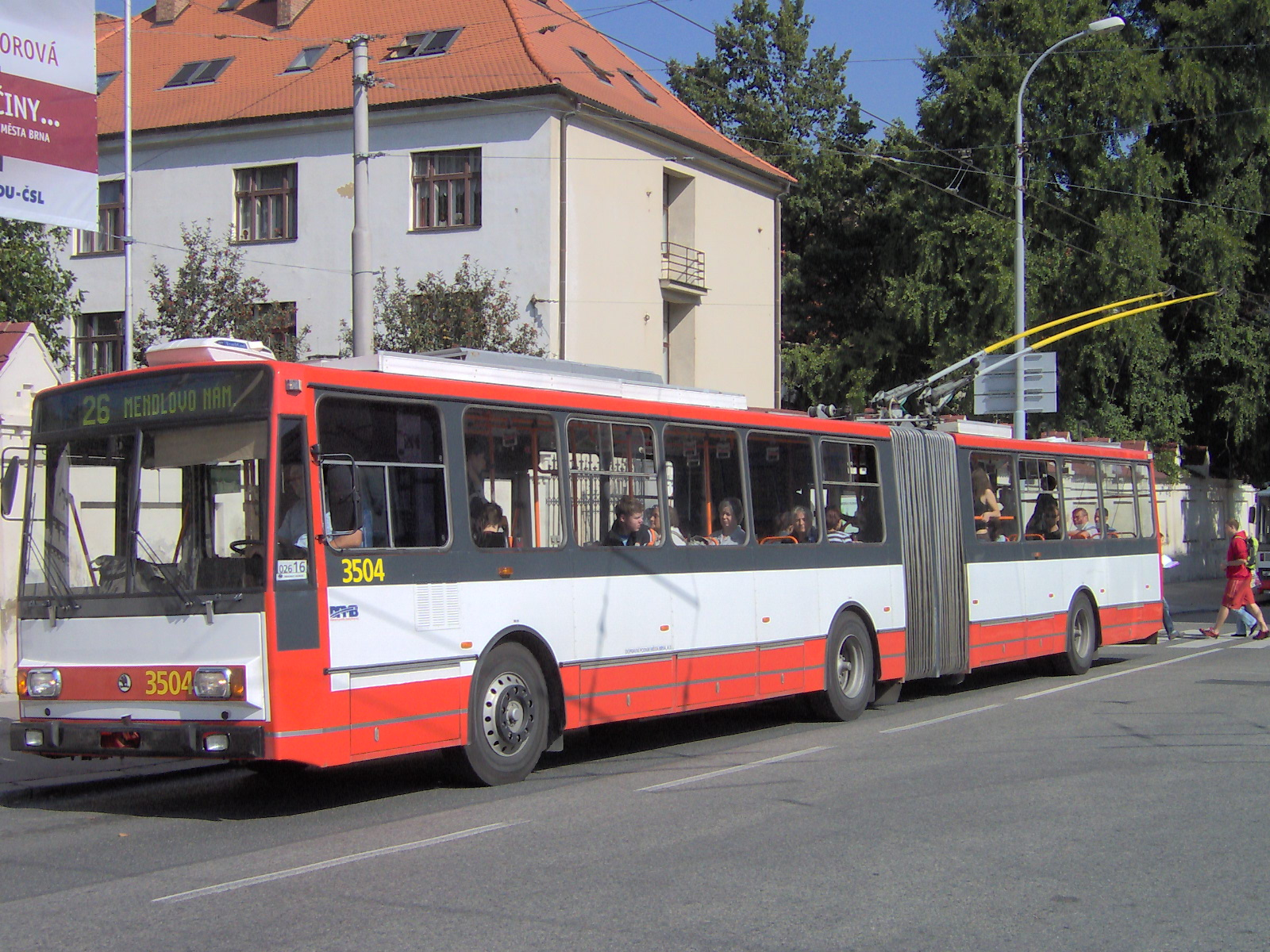
Модификация троллейбуса Škoda 15TrR в Брно

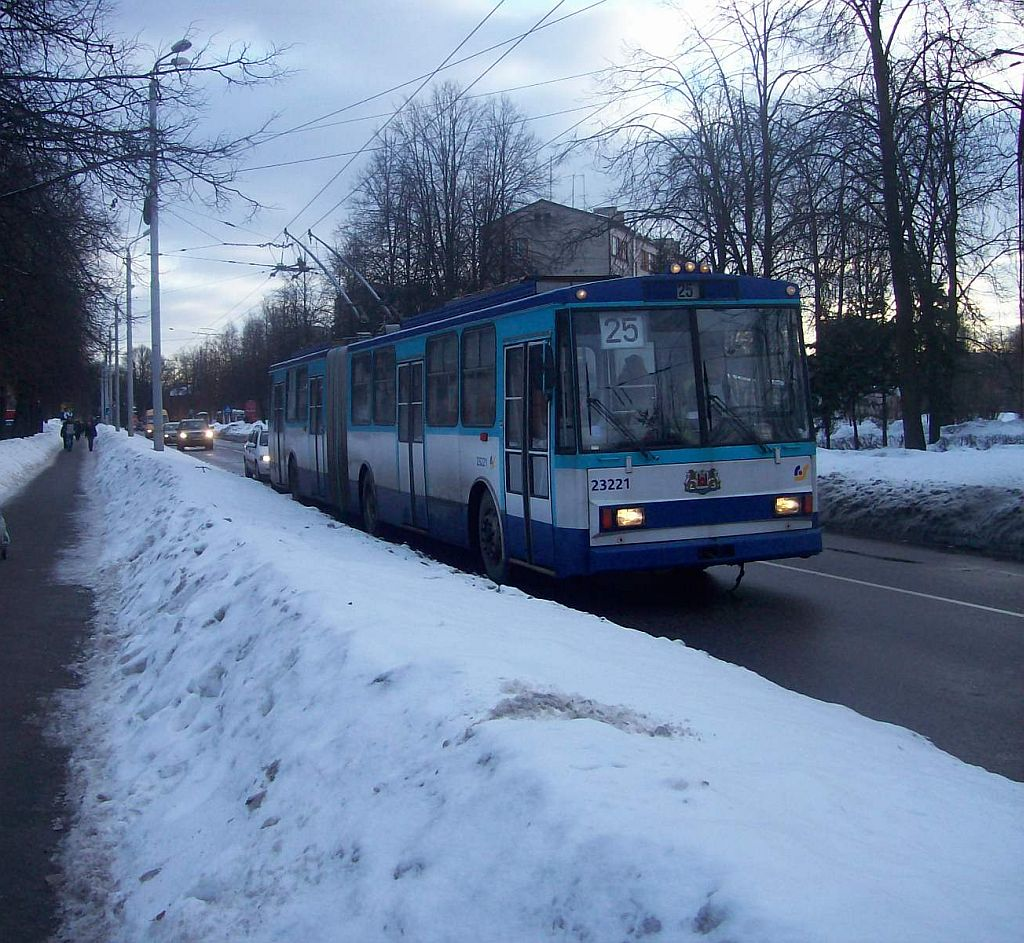
Škoda 15Tr в Риге